# Antiquum ministerium
Antiquum ministerium (in italiano "Ministero antico") è una lettera apostolica di papa Francesco, pubblicata sotto forma di motu proprio l'11 maggio 2021.

## Contenuti del documento
Attraverso questo documento papa Francesco istituisce il ministero laicale di catechista. Il motu proprio contiene un'enumerazione dei ministeri nella Chiesa esercitati dai laici, in particolare sulla catechesi, che viene istituita ufficialmente.